# Stilijan Petrov
Stilijan Aljosjev Petrov på bulgarsk (Стилиян Альошев Петров) (født 5. juli 1979 i Montana, Bulgarien) er en tidligere bulgarsk fodboldspiller, der senest spillede som midtbanespiller hos den engelske Premier League-klub Aston Villa F.C., samt for Bulgariens landshold, og var anfører for begge hold. Han har tidligere repræsenteret CSKA Sofia og Celtic. Han stoppede karrieren på grund af akut leukæmi.

## Klubkarriere

### CSKA Sofia
Petrov startede sin seniorkarriere i den bulgarske storklub CSKA Sofia, som han hjalp til det bulgarske mesterskab i 1997, samt til landets pokalturnering i både 1997 og 1999. Han spillede i alt tre sæsoner for hovedstadsklubben, og blev efterfølgende solgt for to millioner britiske pund til den skotske storklub Celtic F.C., der var under ledelse af John Barnes.

### Celtic
Petrov debuterede for Celtic i sæsonen 1999-2000, hvor han var med til at vinde den skotska Liga Cup. Den efterfølgende sæson viste sig dog markant bedre, efter at Celtic havde skiftet træner og nu blev kontrolleret af nordireren Martin O'Neill. Petrov var med til at sikre klubben The Treble, idet det blev til triumf i både skotske mesterskab, FA Cuppen og Liga Cuppen. Petrov var en afgørende brik i klubbens succes, og blev efter sæsonen, som den første udlænding nogensinde, kåret til Young Player of the Year i den skotske liga.
De følgende sæsoner i Skotland bød på mere succes for Petrov, der også var med til at vinde mesterskabet i 2002, 2004 og 2006, samt at nå finalen i UEFA Cuppen i 2003, der dog blev tabt til portugisiske FC Porto. Præstationerne i 2003 sikrede ham også en kåring som Årets fodboldspiller i Bulgarien. Han nåede i alt at spille syv sæsoner for klubben og vinde ti trofæer, inden han valgte at søge nye udfordringer, og i august 2006 blev solgt for 6,5 millioner pund til Aston Villa i den engelske Premier League.

### Aston Villa
Petrov blev hentet til Villa af sin gamle træner fra Celtic, Martin O'Neill, og debuterede for klubben den 10. september 2006 i en ligakamp mod West Ham, der sluttede 1-1. Den 11. december samme år scorede han sit første mål for klubben i et opgør mod Sheffield United. Han blev hurtigt en af holdets bærende kræfter, og sluttede sin debutsæson for Birmingham-klubben af med at have spillet 30 ligakampe og scoret to mål. Efter sæsonen 2008-09 blev han af klubbens fans kåret til Årets Spiller i sæsonen.
Petrov blev i sommeren 2009 valgt som Aston Villas nye anfører, efter at den forhenværende, danskeren Martin Laursen havde valgt at indstille sin karriere. Sæsonen endte med en plads i Carling Cup-finalen, der dog blev tabt til Manchester United.

## Landshold
Petrov står (pr. september 2010) noteret for hele 97 kampe og otte scoringer for Bulgariens landshold, som han ligesom med sit klubhold er anfører for. Hans debutkamp for holdet faldt den 23. december 1998 i en venskabskamp mod Marokko, og den 29. marts 2000 blev han noteret for sit første landskampsmål, da han scorede i et opgør mod Hviderusland.
Petrov var anfører for det bulgarske hold, der kvalificerede sig til EM i 2004 i Portugal, hvor man dog blev slået ud allerede i den indledende runde. Da holdet efter denne fiasko blev overtaget af den gamle landsholdslegende Hristo Stoitjkov stoppede Petrov sin landsholdskarriere, som følge af uenigheder med den nye træner. Han vendte dog tilbage til landsholdet i 2007, men fik ikke anførerbindet tilbage før i 2010, da Dimitar Berbatov meddelte sit landsholdsstop.

## Titler
Bulgariens fodboldmesterskab
- 1997 med CSKA Sofia

Bulgariens pokalturnering
- 1997 og 1999 med CSKA Sofia

Skotsk Premier League
- 2001, 2002, 2004 og 2006 med Celtic F.C.

Skotsk FA Cup
- 2001, 2004 og 2005 med Celtic F.C.

Skotsk Liga Cup
- 2000, 2001 og 2006 med Celtic F.C.

## Kåringer
Årets unge spiller i den skotske Premier League:
- 2001

Årets fodboldspiller i Bulgarien:
- 2003

Årets spiller i Celtic F.C.:
- 2005

Årets spiller i Aston Villa:
- 2009

## Landsholdsmål
Samlet fortegnelse over Petrovs scoringer for Bulgariens landshold:
| # | Dato              | Sted                  | Modstander   | Resultat | Konkurrence               |
| - | ----------------- | --------------------- | ------------ | -------- | ------------------------- |
| 1 | 29. marts 2000    | Sofia, Bulgarien      | Hviderusland | 4-1      | Venskabskamp              |
| 2 | 24. januar 2001   | Morelia, Mexico       | Mexico       | 2-0      | Venskabskamp              |
| 3 | 28. februar 2001  | Amman, Jordan         | Jordan       | 2-0      | Venskabskamp              |
| 4 | 7. september 2002 | Bruxelles, Belgien    | Belgien      | 2-0      | Kvalifikation til EM 2004 |
| 5 | 12. oktober 2002  | Sofia, Bulgarien      | Kroatien     | 2-0      | Kvalifikation til EM 2004 |
| 6 | 27. marts 2003    | Kruševac, Serbien     | Serbien      | 2-1      | Venskabskamp              |
| 7 | 30. marts 2005    | Budapest, Ungarn      | Ungarn       | 1-1      | Kvalifikation til VM 2006 |
| 8 | 6. september 2008 | Podgorica, Montenegro | Montenegro   | 2-2      | Kvalifikation til VM 2010 |